# Masahito Haruna
Masahito Haruna (春名 真仁, Haruna Masahito) (né le 16 juillet 1973 à Kushiro au Japon) est un joueur professionnel de hockey sur glace japonais.

## Carrière de joueur
Il commence sa carrière professionnelle dans son pays d'origine qu'est le Japon. Il représente pendant plusieurs saisons son pays à diverses compétitions internationales. Ces diverses participations attirent le regard des dépisteurs des Mallards de Quad City de la défunte United Hockey League. En 2003-2004, il joue sa seule saison en Amérique du Nord avec l'équipe de Quad City où il remporte 13 de ses 20 apparitions devant le filet.
Après ce court séjour dans une ligue mineure d'Amérique du Nord, il retourne évoluer dans l'Asia League en 2004-2005. Il joue successivement pour les Nikko Kobe IceBucks et les Oji Eagles remportant le titre en 2008 puis en 2012. Il est également désigné meilleur gardien du championnat en 2010.